# Antiga
Antiga o Rià è un torrente della Lombardia che scorre interamente in provincia di Como.

## Geografia
Nasce tra i comuni di Solbiate con Cagno ed Olgiate Comasco e sfocia nel torrente Bozzente presso Mozzate dopo aver percorso circa 15 km in parte nel Parco della Pineta di Appiano Gentile e Tradate ed in parte nel "Parco delle Sorgenti del torrente Lura" parco locale di interesse sovracomunale.

## Ecologia

### Caratteristiche idrauliche
Il corso d'acqua ha la caratteristica portata torrentizia propria della regione. Attualmente le sorgenti in testa non riescono a rifornire sufficiente acqua nei periodi di secca e specialmente nella stagione invernale. A causa dello sfruttamento civile e industriale delle falde e dell'eliminazione delle roggie di testa, dagli anni Settanta del Novecento l'Antiga ha ulteriormente incrementato i periodi di secca. Sono inoltre presenti problemi di impermeabilizzazione dell'alveo dovuti a inquinanti. Nel tratto terminale vi è presenza d'acqua costante grazie agli effluenti di impianti di depurazione. La qualità dell'acqua è scarsa per mancanza di diluizione.

### Elementi notevoli
A monte della vallata dell'Antiga, nel comune di Appiano Gentile vi è il santuario della Madonna del Monte Carmelo. A Veniano scorre non lontano dalla chiesa di S.Maria del Carmine e il cosiddetto Chiesolo trecentesco. È inoltre notabile le cascina Fasola con la cappella di S. Giuseppe. Più a meridione, il Sentiero delle uccelande percorre tratti vicini al torrente e permette di visitare antichi roccoli di caccia. Termina alla località Monvallin e al Roccolo Carcano nel comune di Lurago Marinone.